# Croton eremophilus
Pour Croton eremophilus, Wooton & Standl., 1913, voir Croton pottsii.
Espèce
Croton eremophilus est une espèce de plantes à fleurs du genre Croton et de la famille des Euphorbiaceae, présente au Brésil (Bahia).
Il a pour synonyme :
- Oxydectes eremophila, (Müll.Arg.) Kuntze